# Philibert Jambe de Fer
Philibert Jambe de Fer /filiˈbɛːʁ ʒɑ̃b də fɛːʁ/ (Champlitte, circa 1515 – Lione, circa 1566) è stato un musicista e trattatista francese, molto attivo nella musica protestante.

## Biografia
Pochi documenti sono stati finora ritrovati su Jambe de Fer; la maggior parte delle informazioni sull'ambiente in cui si è formato è desunta dalla sua produzione musicale.
Nacque a Champlitte, in Franca Contea, probabilmente attorno al 1515 e si trasferì a Lione verosimilmente durante gli anni '40 del Cinquecento (la sua prima opera conosciuta fu pubblicata a Lione nel 1547). Nella stessa città firma un atto davanti al notaio Chaliard nel 1553. Nel settembre del 1555 è banditore di una lotteria (blancque) il cui premio era un granaio, forse un'aggiudicazione giudiziaria.
Nel 1561 abbiamo informazioni più precise sul suo mestiere: è corratier juré, ossia mediatore, probabilmente autorizzato dalla giurisdizione consolare. Questo mestiere, che consiste nel mettere in contatto venditori e acquirenti, doveva rivestire un interesse particolare in una città che, quattro volte l'anno, ospitava importanti fiere che richiamavano commercianti dall'Italia, dalla Germania, dalla Svizzera e dalla stessa Francia. È degno di nota a questo proposito che i dedicatari delle opere di Jambe de Fer siano spesso dei commercianti lionesi, ginevrini o strasburghesi. Il suo destino fu dunque lo stesso di altri musicisti stabilitisi a Lione, i quali dovevano esercitare un doppio mestiere per mantenersi in una città in cui gli incarichi erano rari. Morì a Lione verso il 1566, dopo essersi sposato due volte con delle lionesi (una si chiamava Marie Paintendre), ma non ebbe figli.
Jambe de Fer ha lasciato due testimonianze legate alla propria attività musicale. Nel 1554 figura in un pamphlet che André Pirro aveva trovato citato in  un documento conservato nella biblioteca del pastore Nathanaël Weiss e che non è mai stato ritrovato. Jambe de Fer è descritto come un musicista già di una certa notorietà, accanto ad Alemanno Layolle e François Roussel. Infine, nel giugno del 1564, è incaricato dalla città di comporre la musica per l'entrata a Lione di Carlo IX. La relazione che fu stampata all'epoca cita l'incipit del canto di una sua composizione: Chante du siecle d'or les divines douceurs. Per questo compito ricevette ventisei scudi d'oro del sole, da dividere con i suoi colleghi musicisti. La città era allora sotto dominio protestante, e il grande sostegno di Jambe de Fer alla causa protestante spiega perché il consolato gli abbia affidato un tale incarico senza troppa esitazione.

## Opere

### Prime opere
- mottetto Salve salutaris victima a quattro voci, scritto in onore di Enrico II, apparso nella raccolta Harmonidos ariston pubblicato da Jacques Moderne a Lione nel 1547[4].
- chanson Femme qui honneur veult avoir, pubblicato in Dixiesme livre contenant XXVI chansons nouvelles à quatre parties da Nicolas Du Chemin a Parigi nel 1552[5].
- Epitomé musical des tons, sons et accordz, es voix humaines, fleustes d'Alleman, fleustes à neuf trous, violes, & violons. Item un petit devis des accordz de musique, par forme de dialogue interrogatoire & responsif entre deux interlocuteurs P. & I., pubblicato a Lione da Michel du Boys nel 1556, in ottavo oblungo, 60 pp. e tavole[6].

Questo trattato è uno dei primi di musica in francese, di poco successivo a quelli di Loys Bourgeois (Ginevra, 1550), di Maximilien Guillaud (Parigi, 1554) e di Jean Legendre (Parigi, 1554, perduto), i quali sono tutti e tre d'altronde citati. Jambe de Fer inizia con la spiegazione dei rudimenti della musica (scale, chiavi, notazione, solmisazione) e prosegue con l'esposizione delle estensioni, delle diteggiature e dell'accordatura della flûte d'allemand ("flauto tedesco", cioè il flauto traverso), della flûte à neuf trous ("flauto a nove fori", cioè il flauto dolce), della viola da gamba e del violino. Questo trattato è molto importante per l'organologia, perché confronta gli usi francesi e italiani e descrive il violino in un modo profondamente dettagliato come non era mai stato fatto prima. L'opera è dedicata a Jean Daru e Georg Obrecht, due grandi mercanti e finanzieri protestanti attivi all'epoca a Lione.
- Odes d'Horace mises en musique, data di pubblicazione sconosciuta. Note solo attraverso una lettera di Claude Bredeau a Marin Mersenne[7]. Quest'opera è perduta, come anche quelle simili di Claude Goudimel (1555) e di Pierre Cerveau.

### Nell'orbita delSalterio lionese
Jambe de Fer lavora in seguito lasciandosi ispirare dal Salterio lionese, quel corpus poetico composto da cinquanta salmi tradotti da Clément Marot e dagli altri cento salmi tradotti a partire dal 1550 da Jean Poitevin. Questa raccolta è stata per qualche anno la base di un tentativo di comporre una silloge di canti liturgici per le comunità riformate.

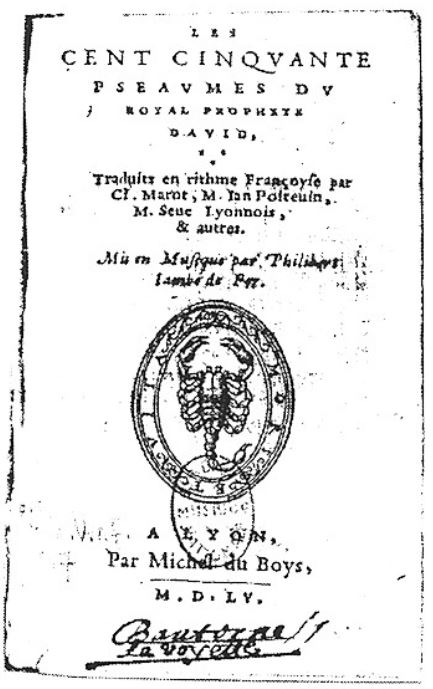
Pagina del titolo dei Cent cinquante psaumes messi in musica da Philibert Jambe de Fer (Lione, 1555)

- Les cent cinquante pseaumes du royal prophète David, traduits en rithme françoyse par Cl. Marot, M. Jan Poitevin, M. Seve Lyonnois, et autres. Mis en musique par Philibert Jambe de Fer, pubblicato da Michel Du Boys a Lione nel 1555. 16, 518-[26] pp[9].

Si tratta dell'unico tentativo di arricchire il Salterio lionese di melodie: i salmi di Marot conservano infatti le melodie ufficiali del Salterio ginevrino allora ancora incompleto e i salmi di Poitevin invece ricevono ora delle melodie proprio grazie a Jambe de Fer. Quest'opera è stata ripresa nel 1558 dallo stampatore di musica parigino Nicolas Du Chemin.
Fra il marzo e il dicembre del 1561 un processo giudiziario fra Jambe de Fer e lo stampatore Jean d'Ogerolles mostra che questi aveva pubblicato, alla fine 1560 o all'inizio del 1561, un salterio con melodie senza citare il nome di Jambe de Fer. Si tratta probabilmente di un'altra riedizione del salterio del 1555 con le sole melodie, dato che l'opera era già stata riedita a Parigi con le melodie. Altre edizioni del Salterio lionese erano d'altro canto apparse a Lione senza le melodie, a riprova che la raccolta aveva avuto un certo successo. L'esito del processo è sconosciuto e l'edizione non è mai stata ritrovata.
- In realtà, le melodie che Jambe de Fer utilizza per i ventidue ottonari del salmo CXIX sono più elaborate e sembrano essere la parte del tenore di un'armonizzazione polifonica; pare dunque che Jambe de Fer abbia precedentemente pubblicato un'armonizzazione del salmo CXIX sui versi di Poitevin[13], ma questa edizione è perduta. Questa ipotesi è inoltre sostenuta dal fatto che esiste menzione[14] di un'edizione messa in musica da Jambe de Fer dei Vingt-deux octonaires du Psalme CXIX de David, traduicts par Jean Poictevin (Lione, Thomas de Straton, 1561) che potrebbe essere una riedizione, ugualmente perduta, di questa prima edizione.

- Jambe de Fer pubblica ancora nel 1559 una sua armonizzazione a quattro voci del salmo XLII tradotto da Claude Le Maistre, Comme le cerf longuement pourchassé; questa armonizzazione, contenuta nel Premier trophée de musique (Lione, Robert Granjon, 1559)[15], utilizza la melodia del salterio del 1555.

### Nell'orbita delSalterio riformato italiano
Salmi cinquanta di David tradotti in rime volgari italiane secondo la verita del testo hebreo col Cantico di Symeone e i dieci comandamenti della legge… novamente posti in musica per Filiberto Gamba di ferro…, Ginevra, Antoine Rebul, 1560, in quattro parti in quarto oblungo, 40 pp.
L'edizione contiene cinquanta salmi in italiano e cinque pezzi annessi, messi in musica a tre, quattro o cinque voci. I pezzi sono compatibili con le melodie apparse lo stesso anno nei Sessanta salmi di David (Ginevra, Jean-Baptiste Pinereul, 1560). Il dedicatario della raccolta è Giuliano Calandrini (1514-1573), mercante lucchese emigrato a Ginevra per motivi religiosi, il quale frequentava Lione e le sue fiere ed era coinvolto nella preparazione del Concistoro di Lione alla vigilia del rovesciamento che portò la città in mano ai protestanti.

### Nell'orbita delSalterio ginevrino

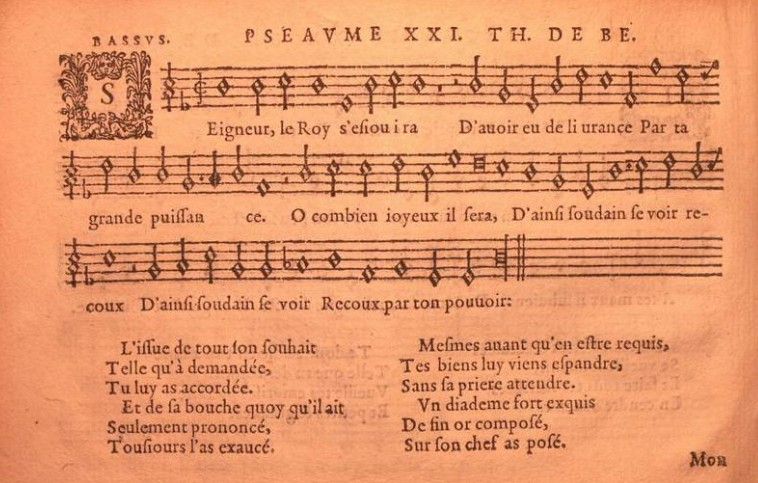
Una pagina della seconda edizione del 1564 (Parigi BSG).

Jambe de Fer lavora infine al Salterio ginevrino, raccolta di cinquanta salmi tradotti da Clément Marot e dai restanti cento tradotti da Teodoro di Beza. È questa silloge, dotata di melodie, che nel 1562 diventerà il salterio ufficiale della chiesa riformata.
- Psalmodie de quarante et un pseaumes royaux, fidelement traduits en bien-sonnants vers françois, enharmonisez en musique variable, sur le commun subjet inviolablement observé : Et coronnez en chef d'un royal sonnet, inspirant divine affection, Lione o Ginevra, Michel Du Boys, 1559, quattro volumi in ottavo oblungo[17].

L'opera è dedicata a Georg Obrecht, un finanziere e mercante protestante originario di Strasburgo che frequentava Lione, dedicatario anche dell'Epitomé musical del 1556. L'opera consiste nell'armonizzazione a quattro o cinque voci dei primi trentaquattro salmi tradotti da Teodoro di Beza basata sulle melodie ufficiali ginevrine pubblicate nel 1551 in contrappunto omofono o fiorito. L'autore ha aggiunto sette salmi supplementari a voci pari su melodie originali.
- Les CL pseaumes de David, mis en rime francoise par Clement Marot et Theodore de Bèze: avec les dix commandements de la loy…, Lione, Antoine Cercia e Pierre de Mia, 1564, 4 voll. in quarto oblungo.

- Edizione ristampata lo stesso anno: Les cent cinquante pseaumes de David mis en rime francoise par Clement Marot et Theodore de Bèze, et mis en musique à quatre et à cinq parties… avec un sonnet sur la devise du roy Charles IXe de ce nom : reveus et corrigés par l'autheur mesme pour la seconde édition, Lione, Philibert Jambe de Fer, Pierre Cussonel e Martin La Roche, 1564, stampato da Pierre de Mia), 4 voll. in ottavo oblungo[19].

Le due edizioni portano una lunga dedica a Carlo IX, che loda il re per la sua politica di tolleranza e pacificazione, oltre a un privilegio reale concesso all'autore il 16 gennaio 1562. Si tratta qui di un'armonizzazione a quattro voci (salvo quattro salmi a cinque voci), in stile omofonico o in contrappunto fiorito, sulle melodie ufficiali del Salterio ginevrino completato dal 1562. La maggior parte dei pezzi della Psalmodie del 1559 sono qui contenuti, talvolta modificati. Questa raccolta è raffrontabile a quelle che Claude Goudimel, Richard Crassot e Claude Le Jeune pubblicarono circa nello stesso periodo.
L'opera di Jambe de Fer è dunque degna di nota, con otto edizioni pubblicate a suo nome e un numero di pezzi polifonici editi che sfiora i trecento. Fu uno dei musicisti francesi più attivi nella sfera protestante, con la particolarità di aver lavorato all'interno di tre ambienti liturgici diversi.